# Quiero ser
Quiero ser é um curta-metragem mexicano de 2000 dirigido e escrito por Florian Gallenberger. Do gênero drama, venceu o Oscar de melhor curta-metragem em live action na edição de 2001.

## Elenco
- Emilio Perez - Juan (jovem)
- Fernando Pena Cuevas - Jorge (jovem)
- Chaco - Ele mesmo
- Mario Zaragoza - Juan
- Luis Escutia - Jorge